# 劉唐

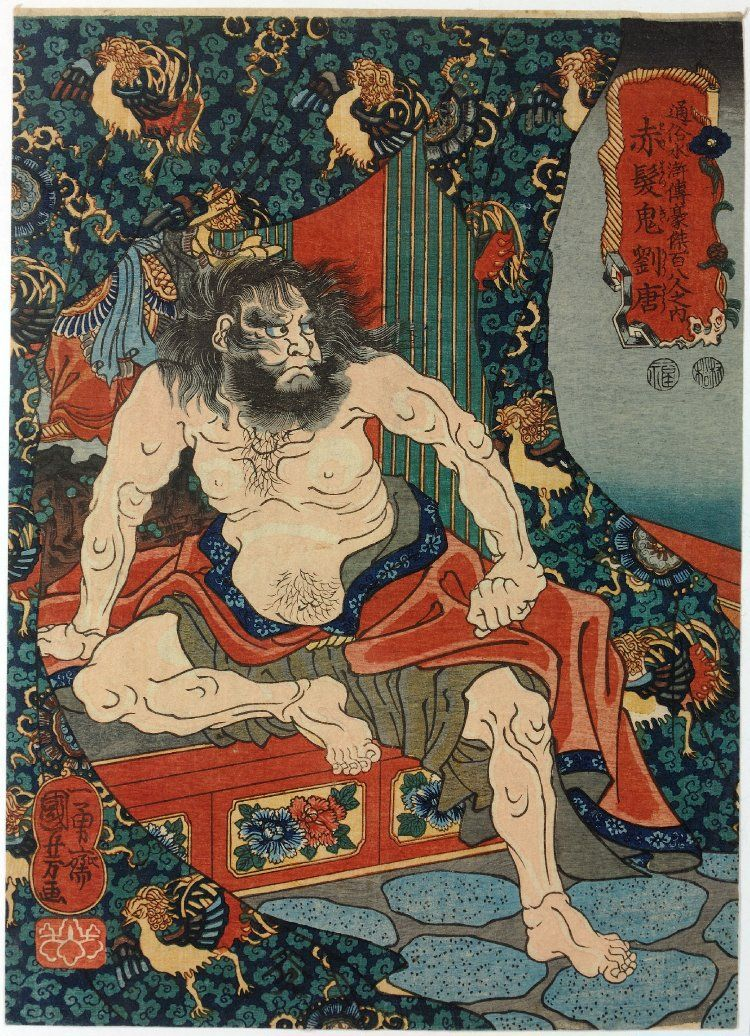
劉唐

劉 唐（りゅう とう）は、中国の小説で四大奇書の一つである『水滸伝』の登場人物。

## キャラクター概要
天異星の生まれ変わりで、序列は梁山泊第二十一位の好漢。渾名は赤髪鬼（せきはつき）で、鬢（こめかみ辺りの毛）に赤痣があり、そこから赤毛が生えていることに由来。なお、『水滸伝』の元となった作品の一つである『宋江三十六人賛』での渾名は「尺八腿」であり、こちらは短足を意味する。
歳は若く、非常な大男で色は浅黒く脛毛が非常に濃いという異相の持ち主。朴刀の達人で百人相手にしても引けを取らないほどの腕前、また槍の扱いにも長ける。性格は豪胆で、戦場では常に先陣を切っており義侠心も厚いが、短慮な面もありつまらないことで雷横と打ち合ったり、突出しすぎて捕虜になることも多い。
また、王英とともに青州城下で罪のない住民を虐殺するなどの蛮行も行っている。
東潞州出身。博打や情報屋をしながら全国を放浪している侠客で、晁蓋梁山泊入りのきっかけを作った人物でもある。

## 物語中での活躍
天涯孤独の侠客として各地を渡り歩いていた。ある時、北京大名府の留守司・梁世傑が、舅であり宰相の蔡京に10万貫という莫大な誕生祝（実質は賄賂）を贈ると知り、これを奪い取ろうと考えた。しかし一人ではどうにもならないので、天下に義士として名高く、人望も厚い済州東渓村の庄屋・晁蓋の協力を仰ごうと考えた。
夜半に東渓村に着くと、近くの廟に上がりこみ供物机の上で寝た。そこへ巡回中の捕り方の雷横に不審者として捕縛されてしまう。劉唐は連行されるが、その途中で雷横が休息のため晁蓋の館に立ち寄った。そこで、劉唐に興味を持った晁蓋によって「晁蓋の甥」ということにして口裏を合わせ、心付けの金銭を雷横に握らせ取り成してもらったことで解放された。ところが劉唐は「無実なのに、なんで自由になるのに金を払わなければならないのか」と腹を立て、晁蓋の金を取り返そうと雷横を追いかけ打ち合いを始めてしまう。これは勝負のつく前に呉用に止められ、晁蓋にもたしなめられた。その後、劉唐は晁蓋ら7人の仲間とともに財宝強奪を成功させ、官憲の追及を逃れ梁山泊に亡命。林冲が陰険な首領・王倫を殺害したことにより晁蓋が新たな首領となると、頭領の一人に名を連ねた。
新体制が落ち着いた頃、梁山泊へ逃亡の際に協力してくれた宋江に謝礼の金100両と手紙を届けるよう命じられる。また、罪人となった宋江が江州で処刑されそうになった時は晁蓋らとともに刑場に乗り込み救出した。他にも北京府や東京に潜入するなど偵察任務もこなした。108星集結後は歩兵軍頭領の一人に任命される。
朝廷への帰順は積極反対派の一人だったが、帰順後も以前と同じように活躍。しかし、勇猛な反面、合戦では突出しすぎるきらいがあり、張清との戦いでは敵将との一騎討ちに敗れ捕虜となり、田虎戦でも喬道清の幻術にかかり捕らえられるなど、しばしば不覚をとった。方臘戦での杭州攻めでも突出癖は裏目に出てしまい、一番槍を狙って敵城内に突入した途端、敵の落とした城門の扉に押し潰され死亡した。梁山泊でも古参の劉唐の死を仲間達は深く悲しみ、宋江も「長い間苦楽を共にし、真っ先に敵と戦ってきたあの兄弟を、こんな形で死なせてしまうとは」と嘆いた。